# Alan Wynne-Thomas
Alan Wynne-Thomas, né en 1941 à Carmarthen au Pays de Galles et mort le 28 septembre 2008, est un navigateur et skipper professionnel britannique. Il a traversé l'Atlantique onze fois, dont trois en solitaire . 

## Biographie
Après avoir obtenu son diplôme de la London School of Economics, il crée sa propre entreprise, très prospère, spécialisée dans les logiciels de santé. Il joue au rugby, successivement dans les clubs de Maesteg, Saracens et Otago.
En 1992, il prend part à la Transat anglaise, qu'il termine à la troisième place dans la catégorie des monocoques et septième au classement général. La même année, il se lance dans le Vendée Globe à bord de Cardiff Discovery. Entre les îles Kerguelen et l'île Heard, son bateau chavire, mais se redresse ; dans l'accident, le navigateur chute et pense s'être cassé des côtes. Il abandonne et rentre au ralenti à Hobart, où une radiographie va déceler qu'effectivement six de ses côtes sont cassées.

## Vie privée
Il s'est marié une première fois avec Margaret avec qui il a eu deux fils Rhian et Rhidian. Il se marie ensuite avec Jill qui lui donne deux filles Ellen et Isla. Il est décéde d'un cancer à l'âge de 67 ans.

## Palmarès
- 1992
  - 7e de la Transat anglaise sur Cardiff Discovery
  - Abandon dans le Vendée Globe sur Cardiff Discovery